# Fabiana Cantilo
Fabiana Cantilo (née le 3 mars 1959 à Buenos Aires) est une guitariste argentine. Considérée comme la voix féminine la plus importante du rock argentin,, elle compte environ 6 millions de disques vendus au cours de sa carrière,,,,.

## Biographie

### Jeunesse
Née le 3 mars 1959 à Buenos Aires, elle est la fille de Silvina Luro Pueyrredón et de Gabriel Cantilo,,. Elle fait ses premiers pas dans la musique à l'âge de huit ans, alors qu'elle étudie déjà la guitare. Sa première grande prestation a lieu lors d'une fête scolaire à l'Instituto Bayard, où elle chante Balada para un loco devant Astor Piazzolla et Amelita Baltar, qui se trouvaient dans le public. Avec sa famille, elle s'installe dans une ferme près d'Ezeiza et commence ses études secondaires au Colegio San Marcos de Monte Grande. Après le lycée, elle reçoit une bourse pour les États-Unis afin d'étudier les beaux-arts, mais retourne en Argentine deux mois plus tard. Elle commence à chanter au Viejo Café, un pub où son père expose ses peintures, avec un répertoire comprenant des chansons de Yes, Genesis, The Beatles. Elle y chante avec Suéter, où elle rencontre certains de ses compagnons de route, comme Miguel Zavaleta, Daniel Melingo et Andrés Calamaro. Quelque temps plus tard, Zavaleta entre en contact avec Viviana Tellas, qui la convainc de rejoindre le groupe Las Bay Biscuits.

### Années 1980
Elle commence sa carrière au début des années 1980 en tant que membre de Las Bay Biscuits, un groupe de rock théâtral exclusivement féminin, qui a participé à des concerts avec des groupes de premier plan tels que Serú Girán et Patricio Rey y sus Redonditos de Ricota (qui ont fait appel à elle pour leur démo de 1981, sur la chanson Superlogico). En 1982, Daniel Melingo l'invité à rejoindre Los Twist aux côtés de Pipo Cipolatti, Polo Corbella, Eduardo Cano et Gonzalo Palacios. La même année, elle enregistre des voix pour Transatlántico art-decó sur Pubis angelical, le premier album publié par Charly García en solo.
En 1983, Charly García l'appelle pour être choriste lors des présentations de son deuxième album solo Clics modernos. Elle y rencontre Fito Páez, entame une relation amoureuse et inaugure une période d'excès.

### Débuts en solo
En 1985, elle enregistre son premier album solo, Detectives, produit par Charly García, avec des chansons écrites par lui, Fito, Spinetta et deux dont Fabiana partage la paternité. Pour l'enregistrement, elle dispose d'un groupe formé par Oscar Moro, Richard Coleman, Daniel Melingo, Gustavo Bazterrica, Oscar Media Villa, Rinaldo Rafael, Negro Garcia López, Polo Corbella et Fernando Samalea. La représentation a lieu au Pub Gracias Nena, avec l'orchestre de Páez
En 1986 et 1989, elle étudie le chant. Elle travaille comme choriste pour Charly et Fito, entre autres artistes. Elle fait les chœurs pour l'album Privé de Luis Alberto Spinetta et pour La la la la de Spinetta et Páez. Elle monte son propre groupe, Los Perros Calientes, avec Gabriel Carámbula. C'est avec eux qu'elle enregistre son deuxième album en 1988, avec le soutien de son partenaire de l'époque, Fito Páez, pour la production artistique. Les titres les plus marquants sont Nada, Sólo dame un poco et Empire State. L'album est réédité en 2006, avec un commentaire de Marcelo Fernández Bitar.
En 1989, Pete Seeger, le père du folk et de la musique de protestation, joue avec León Gieco à Buenos Aires au Teatro Ópera les 12, 13 et 15 octobre. Fabiana Cantilo, Baglietto, Fito Páez et d'autres musiciens invités par Gieco participent à ce concert. L'argent récolté est reversé à un hôpital du Nicaragua où vivait la fille de Seeger. La même année, elle compose A punto de caer avec García, qui figure sur l'album Cómo conseguir chicas.

### Années 1990–2000
En 1990, elle compose avec Charly García la chanson Siempre puedes olvidar, incluse (dans une version chantée par les deux) dans l'album publié la même année, Filosofía barata y zapatos de goma, de García. La même année, elle participe à Mi Buenos Aires Rock, un concert organisé par la municipalité de Buenos Aires, qui attire cent mille personnes sur l'Avenida 9 de Julio, aux côtés de Charly García, Luis Alberto Spinetta et La Portuaria. À la fin de la même année, il fait la première partie de Soda Stereo lors de la présentation officielle de Canción Animal au stade José Amalfitani.
C'est en 1991, avec Algo mejor, qu'il connaît son plus grand succès. Avec la direction artistique et la direction générale de Fito Páez, l'album a eu une large répercussion grâce au morceau Mi enfermedad, d'Andrés Calamaro, et à d'autres chansons comme Mary Poppins y el deshollinador, Una chica torpe en la gran ciudad, Kitty, Arcos (guitares de Gustavo Cerati), Cosas que pasan et Algo mejor.
Sa carrière se poursuit en tant que chanteuse invitée pour les spectacles de Charly García, Los Twist et Fito Páez, et en tant que première partie de Roxette à Vélez en 1992. En 1992, Pipo Cipolatti propose à Cantilo de participer à son nouveau spectacle : Boro Boro, un nom que Telefe reprend d'une des chansons de Los Twist. L'émission débute en 1992 et est retirée de l'antenne peu de temps après. Fabiana jouait le rôle de la sympathique Doctora Cantilo, avec la participation de Pappo, Carolina Peleritti et Nathán Pinzón.
En avril 2001, à la suite d'une visite du musicien espagnol Alejandro Sanz, Cantilo est invitée à ouvrir le spectacle du chanteur au stade Velez.
Son album En la vereda del sol est enregistré au studio El Santito et mixé aux studios Panda durant les mois de juin, juillet et août 2009. Il est produit par Maximiliano Moran Diuorno et Marcelo Capasso. L'ingénierie de l'enregistrement et le mastering sont confiés à Nicolás Kalwill. Inconsciente colectivo est le premier single du nouvel album.

### Années 2010
Le 25 mai 2014, elle participe aux célébrations de l'anniversaire de la révolution de mai, dans le cadre du spectacle Somos cultura du ministère national de la culture.
Fin 2015, elle reçoit son deuxième premio Konex Platinum dans la catégorie « meilleure artiste solo féminine de rock » pour ses réalisations musicales au cours de la dernière décennie. Cette année-là, elle participe également à l'émission de télévision diffusée par Telefe Tu cara me suena en tant que juge.
En 2016, elle fait partie de Giros, 30 años, accompagnant Fito Páez à chaque représentation, elle participe au tournage du film Hipersomnia du réalisateur Gabriel Grieco qui sort en mars 2017, où elle interprète également la chanson originale du thème du film aux côtés de Claudia Puyó et Daniela Herrero.
En 2017, elle sort Proyecto33, un double CD et un DVD live, un voyage musical où la chanteuse fait le tour de ses trente-trois ans de musique, en interprétant des chansons de tous ses albums et aussi celles qui l'ont marquée et inspirée tout au long de sa carrière, un album qui remporte le premio Gardel du meilleur album d'artiste rock féminin.
Icône incontestée du rock national, dans son édition de juin 2018, le magazine Rolling Stone lui consacre sa couverture en guise d'hommage,.
En 2019, elle présente son 14e album intitulé Cuna de piedra, qu'elle a elle-même produit.

## Discographie

### Albums studio
- 1985 : Detectives
- 1987 : Fabiana Cantilo y los Perros Calientes
- 1991 : Algo mejor
- 1993 : Golpes al vacío
- 1995 : Sol en cinco
- 1998 : De qué se ríen?
- 2002 : Información celeste
- 2005 : Inconsciente colectivo
- 2007 : Hija del rigor
- 2009 : En la vereda del sol
- 2011 : Ahora
- 2015 : Superamor
- 2019 : Cuna de Piedra

### Albums live
- 2017 : Proyecto 33: En Vivo

### Compilations
- 1996 : Serie ABC
- 1997 : Lo mejor
- 1997 : Libre acceso: Ya no creo en tu amor
- 1999 : Lo mejor de Fabiana Cantilo
- 2000 : Mi enfermedad
- 2003 : Grandes éxitos - Oro (Los Twist)

### Avec Los Twist
- 1983 : La dicha en movimiento
- 1991 : Cataratas musicales

### Singles
- 1984 : Tú arma en sur
- 1993 : La vela
- 1998 : Júpiter
- 2005 : Fue amor
- 2005 : Inconsciente colectivo
- 2005 : Inconsciente colectivo
- 2007 : Una tregua
- 2015 : Superamor
- 2019 : Tiro de Gracia

## Distinctions

### Premios Carlos Gardel
| Année | Catégorie                                     | Travail nommé                      | Résultat   | Réf.   |
| ----- | --------------------------------------------- | ---------------------------------- | ---------- | ------ |
| 1999  | Artiste féminin solo de pop                   | De qué se ríen?                    | Nomination | [ 34 ] |
| 2003  | Artiste féminin solo de pop                   | Información celeste                | Lauréat    | [ 35 ] |
| 2006  | Meeilleur album d'une artiste féminin de rock | Inconsciente colectivo             | Lauréat    | [ 36 ] |
| 2006  | Album d l'année                               | Inconsciente colectivo             | Nomination | [ 36 ] |
| 2006  | Production de l'année                         | Inconsciente colectivo             | Nomination | [ 36 ] |
| 2006  | Meilleur clip                                 | Eiti Leda                          | Nomination | [ 36 ] |
| 2006  | Interprète de l'année                         | El anillo del capitán Beto         | Nomination | [ 36 ] |
| 2009  | Meilleur album d'artiste de rock              | Hija del rigor                     | Nomination | [ 37 ] |
| 2010  | Meilleur album d'artiste de rock              | En la vereda del sol               | Nomination | [ 38 ] |
| 2012  | Meilleur album d'artiste de rock              | Ahora                              | Nomination | [ 39 ] |
| 2018  | Meilleur album d'une artiste féminine de rock | Proyecto 33                        | Lauréat    | [ 40 ] |
| 2020  | Meilleur album d'artiste de rock              | Cuna de piedra                     | Nomination | [ 41 ] |
| 2023  | Meilleur clip corto                           | Los años salvajes (avec Fito Páez) | Nomination | [ 42 ] |